# المتحف الكندي للحضارة
المتحف الكندي للحضارة (بالفرنسية: Musée canadien des civilisation) (وبالإنجليزية: Canadian Museum of Civilization)، هو متحف وطني للأنثروبولوجيا والتاريخ الكندي والدراسات الثقافية والإثنولوجيا في جاتينو، كيبيك، كندا. وهو أكثر المتاحف الكندية شهرة والأكثر زيارة. يقع المتحف في منطقة غاتينيو في كيوبيك.
أنشئ هذا المتحف أساساً لجمع ودراسة وحفظ وعرض المواد التي تلقي الضوء على التاريخ البشري في كندا والتنوع الثقافي لشعبها. يشتهر متحف الحضارة بصالات العرض الدائمة التي تكشف حصيلة 20 ألف عام من تاريخ البشر في كندا؛ كما يشتهر بعمارته وموقعه المذهل على ضفة نهر أوتاوا. كما يعرض المتحف برنامجاً متجدداً لإقامة المعارض الخاصة التي تهدف إلى عرض حضارات وثقافات أخرى قديمة وحاضرة. هذا ويعتبر متحف الحضارة موسسة رئيسية للأبحاث. يعمل في المتحف موظفون محترفون بما فيهم قادة خبراء في التاريخ الكندي وعلم الآثار وعلم الأعراق البشرية والثقافة الشعبية وغير ذلك. تعود جذور المتحف لعام 1856 وهو بذلك يعتبر أحد أقدم المؤسسات المختصة بالحضارات القديمة في أمريكا الشمالية. إضافة لذلك، يعتبر البيت الذي انبثق منه متحف الأطفال ومتحف البريد الكندي ومسرح IMAX ثلاثي الأبعاد.
تعمل شرطة المتحف الكندي للحضارة على إدارة متحف الحضارة، وهي الشركة المسؤولة عن إدارة متاحف أخرى كالمتحف الكندي للحرب ومتحف الأطفال ومتحف البريد ومتحف فرنسا الجديدة الافتراضي. المتحف معتمد من قبل الجمعية الأمريكية للمتاحف وهو عضو في الجمعية الكندية للمتاحف.
يستضيف متحف الحضارة عدد من الفعاليات على مدار العام. منها احتفاليات «يوم كندا» الذي يتضمن مراسم منح الجنسية وعروض وأنشطة ترفيهية وورش عمل وعروض للألعاب النارية وهذا الحدث يستقطب حوالي 18000 زائر للمتحف.

## التاريخ
المتحف المبكر (1856-1968)
نشأ المتحف الكندي للتاريخ من جهود جمع هيئة المسح الجيولوجي لكندا (GSC)، وهي منظمة تأسست عام 1842 في مونتريال. إنشئ المتحف للمرة الأولى عام 1856 كقاعة لعرض نتائج المسح الجيولوجي في كندا والتي تضمنت المعادن والعينات البيولوجية والآثار التاريخية والأعراق البشرية. كان الموقع الأصلي للمتحف في مونتريال في شارع جريت سانت جيمس (الآن شارع سانت جاك ). أقام المتحف معرضه الإثنولوجي الأول من عام 1862 إلى عام 1863، حيث عرض الأدوات الحجرية وشظايا الفخار من قبل الأمم الأولى. في عام 1877، تم توسيع ولاية المتحف رسميًا لتشمل دراسة الحيوانات والنباتات الحديثة، بالإضافة إلى التاريخ البشري واللغات والتقاليد.
ثم نقله إلى أوتاوا عام 1881. إلى ما يشار إليه الآن باسم المسح الجيولوجي السابق لمبنى كندا؛ سرعان ما ثبت أن المساحة في المنشأة الجديدة غير كافية، حيث طلبت الجمعية الملكية الكندية من الحكومة الفيدرالية بناء مبنى جديد للمتحف بحلول عام 1896. تم وضع الخطط الأولية للمبنى الجديد بحلول عام 1899، على الرغم من أن العمل في المبنى لم يبدأ حتى عام 1906. في العام التالي، تم تسليم إدارة المتحف من GSC إلى إدارة المناجم، مع توسيع التفويض رسميًا ليشمل الدراسات الأنثروبولوجية. تم الانتهاء من مبنى المتحف الجديد، مبنى متحف فيكتوريا التذكاري، في عام 1910، على الرغم من أنه لم يفتح للجمهور حتى عام 1911.

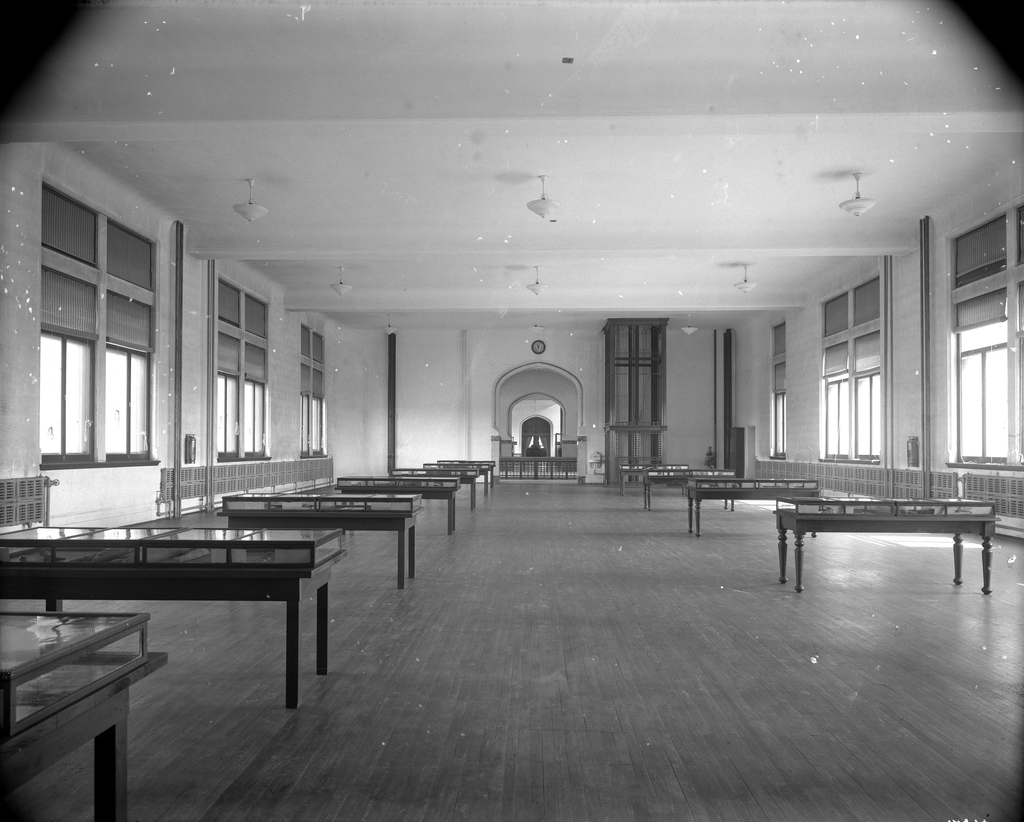
مليئة عناصر فيترينز لمعرض مؤقت في المتحف الوطني لكندا في عام 1912

عام 1910 أنشأ المتحف رسميًا قسمًا للأنثروبولوجيا تحت إشراف إدوارد سابير.  في العام التالي تم تعيين أيضًا من قبل المتحف عالم أنثروبولوجيا آخر، ماريوس باربو، لمساعدة سابير. تم تكليف قسم الأنثروبولوجيا بالحفاظ على التراث الثقافي للناس في كندا وتجميع الأشياء المتعلقة بهذه الثقافات. بتوجيه من سابير، ركز بحث المؤسسة في البداية على مجتمعات السكان الأصليين في جميع أنحاء كندا التي اعتقدوا أنها معرضة للخطر بسبب التثاقف السريع. وقد تم تنظيم أول المعروضات الأنثروبولوجية في المتحف من قبل سابير ورعايته فرانز بواس. منذ هذه الفترة، أصبح المتحف مركزًا للأنثروبولوجيا الكندية، بعد أن اجتذب علماء الأنثروبولوجيا البارزين بما في ذلك الماس جينيس بعد الحرب العالمية الثانية.
وفي العام ذاته، سمي المتحف «متحف كندا الوطني»، ونقل إلى مبنى خاص ذو طراز معماري فيكتوري في شارع ميتكالف في أوتاوا. وكان المعرض الوطني الكندي يشغل جزءاً من المبنى.
متحف الأنثروبولوجيا والتاريخ (1968 حتى الآن)
في 1 أبريل 1968، تم تقسيم فروع المتحف الوطني الكندي رسميًا إلى متاحف منفصلة. نشأ المتحف الكندي للتاريخ من فرع التاريخ البشري بالمتحف، والذي تم دمجه في البداية باسم المتحف الوطني للإنسان. أصبح فرع التاريخ الطبيعي للمتحف الوطني الكندي السابق المتحف الوطني للعلوم الطبيعية (أعيدت تسميته لاحقًا بالمتحف الكندي للطبيعة )، بينما أصبح فرع العلوم والتكنولوجيا المتحف الوطني للعلوم والتكنولوجيا (أعيدت تسميته لاحقًا باسم متحف كندا للعلوم والتكنولوجيا). تم تشكيل مؤسسة المتاحف الوطنية الكندية من قبل الحكومة الفيدرالية من أجل إدارة هذه المتاحف الوطنية، بالإضافة إلى المعرض الوطني الكندي. على الرغم من انقسام المؤسسات، استمر المتحف الوطني للإنسان والمتحف الوطني للتاريخ الطبيعي في مشاركة مبنى فيكتوريا التذكاري؛ المتحف الوطني للإنسان كان يشغل النصف الغربي من المبنى.
في أبريل 1972، أنشأ المتحف الوطني للإنسان قسم الاتصالات من أجل توفير الاتصالات الإعلامية فيما يتعلق ببرامج التعليم والمعلومات الخاصة بالمتحف. خلال السبعينيات، تبنى موظفو المؤسسة فلسفة شددت على وصول الجمهور إلى مجموعتها التراثية. نظرًا لأن مبنى متحف فيكتوريا التذكاري لم يكن لديه مساحة كافية لعرض مجموعة المتحف المتزايدة، فقد انتشر طاقم المتحف وموظفيه عبر 17 مبنى، حيث تعمل هذه المباني كوحدات لا مركزية في المتحف.
في عام 1980، تم نقل إدارة مؤسسة المتاحف الوطنية الكندية إلى وزارة الاتصالات. في العام التالي في يونيو 1981، وافق مجلس الوزراء الكندي على العديد من الخطط المتعلقة بالعديد من المتاحف الوطنية في كندا، بما في ذلك نقل المتحف الوطني للإنسان إلى مبنى جديد. تم الإعلان عن الخطة رسميًا للجمهور في فبراير 1982. بعد دراسة المواقع المحتملة ورشح أربعة مواقع في أوتاوا وواحد في جاتينو. وتم اختيار موقع في جاتينو كموقع للمتحف الجديد؛ نظرًا لكونها بالفعل أرضًا عامة، وربطها بشارع الكونفدرالية، ولأنها كانت مرئية بوضوح من نهر أوتاوا. بينما كان لدى المسؤولين في جاتينو رغبات لتطوير المنطقة إلى حديقة حضرية. في 10 فبراير 1983، تم الإعلان عن موقع المتحف الجديد للجمهور؛ ودوغلاس كردينال مهندس معماري محدود كمهندس تصميم المشروع، بالاشتراك مع شركة الهندسة المعمارية تيترو. تمت الموافقة على التصميم الذي أنشأه الكاردينال في عام 1983 من قبل مجلس الوزراء الكندي.

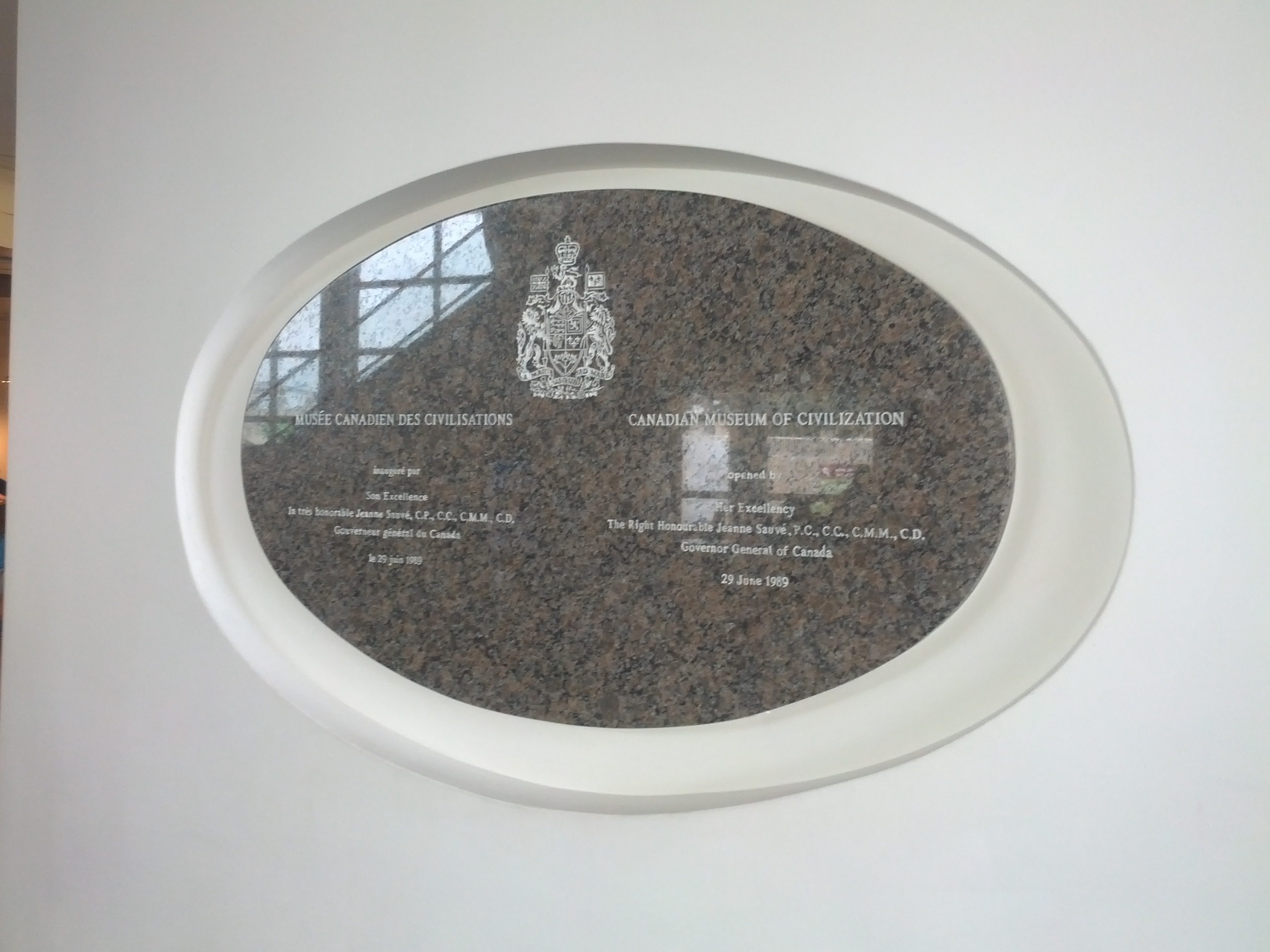
لوحة داخل المتحف تخليداً لذكرى افتتاح المبنى الجديد من قبل الحاكم العام لكندا في يونيو 1989

في ديسمبر 2013، حصل قانون المتحف الكندي للتاريخ على الموافقة الملكية، والتي حولت تفويض تطوير المتحف إلى مجموعة عززت معرفة التاريخ والهوية الكندية؛ وتوسيع تركيز المتحف ليشمل التاريخ الاجتماعي والسياسي. كما غير القانون اسم المؤسسة من المتحف الكندي للحضارة إلى المتحف الكندي للتاريخ. و تم إغلاق متحف البريد الكندي، وهو قسم تابع لمؤسسة المتحف الكندي للحضارة والذي يعمل من داخل المؤسسة، في عام 2012 نتيجة لانتقال المتحف إلى المتحف الكندي للتاريخ.
في عام 1990، تم تمرير قانون المتاحف من قبل الحكومة الفيدرالية، ليحل محل مؤسسة المتاحف الوطنية الكندية البائدة وتشكيل العديد من الكيانات الجديدة لإدارة المتاحف الوطنية في كندا؛ مع مؤسسة المتحف الكندي للحضارة التي تأسست في 1 يوليو 1990 لإدارة المتحف الكندي للحضارة، ومتحف الحرب الكندي.

## القرن ال21
في أكتوبر 2012، أعلن وزير التراث الكندي، جيمس مور، أن الوزارة ستقدم 25 مليون دولار لإصلاح المتحف وتجديد قاعة كندا. وأعلنت الحكومة في وقت لاحق عن خطط لتحديث وإعادة فتح المعرض في عام 2017، بالتزامن مع الذكرى 150 لكندا. تم جمع الاقتراحات حول تحديثات المعرض من ما يقرب 24000 شخص من تسع مدن كندية. واستشار المتحف لجنة تاريخ المرأة، ولجنة تاريخ السكان الأصليين، وثلاث لجان تاريخية.

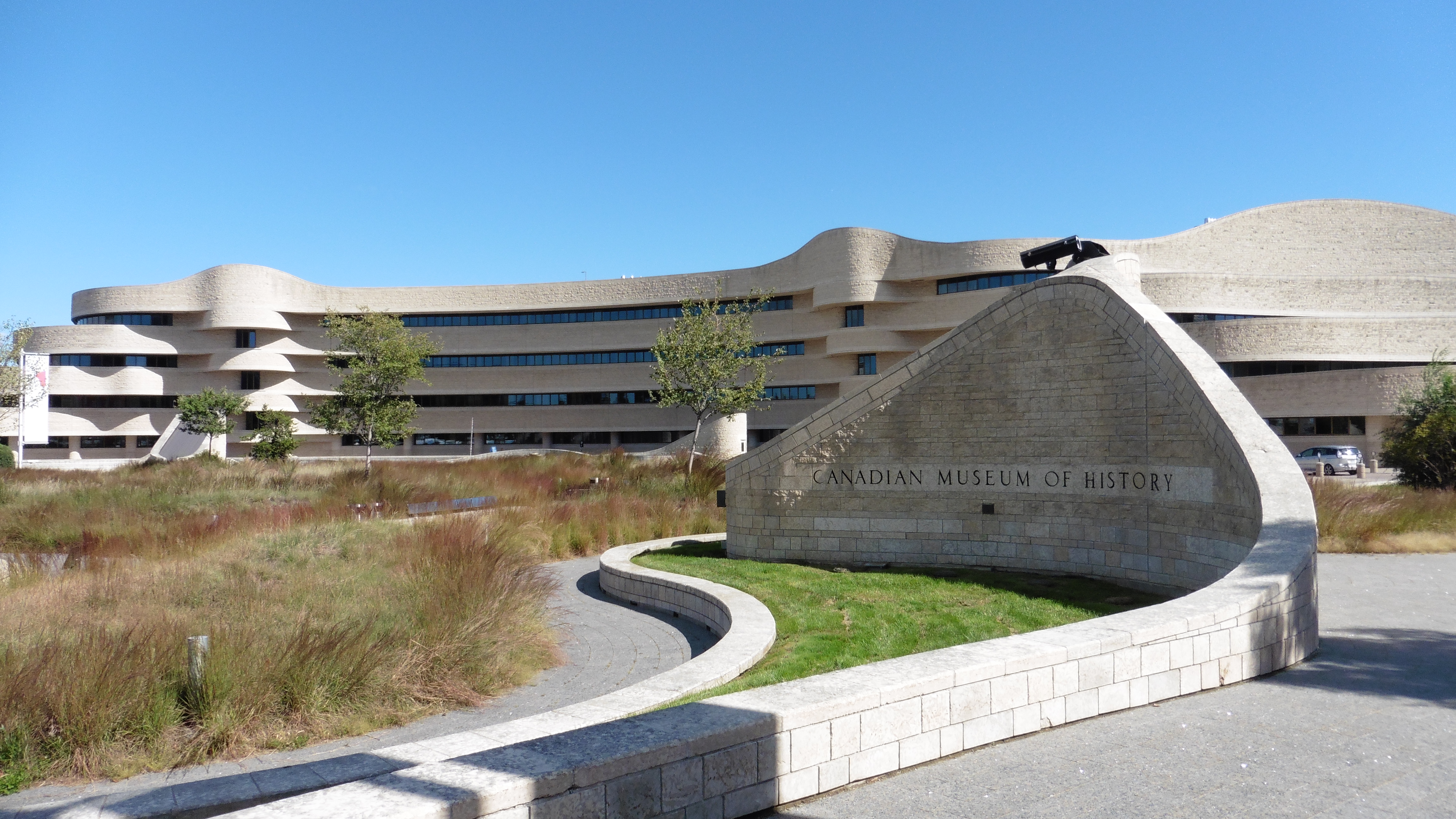
كتابة خارج المتحف تحمل اسمه الجديد في عام 2016.

في ديسمبر 2013، حصل قانون المتحف الكندي للتاريخ على الموافقة الملكية، والتي حولت تفويض تطوير المتحف إلى مجموعة عززت معرفة التاريخ والهوية الكندية؛ وتوسيع تركيز المتحف ليشمل التاريخ الاجتماعي والسياسي. كما غير القانون اسم المؤسسة من المتحف الكندي للحضارة إلى المتحف الكندي للتاريخ. و تم إغلاق متحف البريد الكندي، وهو قسم تابع لمؤسسة المتحف الكندي للحضارة والذي يعمل من داخل المؤسسة، في عام 2012 نتيجة لانتقال المتحف إلى المتحف الكندي للتاريخ.
انتقد البعض التفويض الجديد، وتحديث قاعة كندا كجزء من خطة واسعة من قبل حكومة المحافظين الحالية لإعادة توجيه الفهم التاريخي العام لتأكيد جوانب التاريخ العسكري الكندي والملكية؛ وكذلك استبعاد عناصر مشاكل التاريخ الكندي لصالح الإنجازات.  ومع ذلك، أكد المتحف أن المعروضات الجديدة المخطط لها للمتحف ستشمل مجموعة من الموضوعات والمواضيع، وستستكشف أيضًا "الحلقات المظلمة" في البلاد. تم الانتهاء من المعرض المحدث بحوالي 30 مليون دولار وافتتح في يوم كندا في عام 2017 من قبل تشارلز، أمير ويلز وميلاني جولي، وزير التراث الكندي. تم تخفيف المخاوف الحزبية بعد الكشف عن قاعة التاريخ الكندية للجمهر  

## الموقع

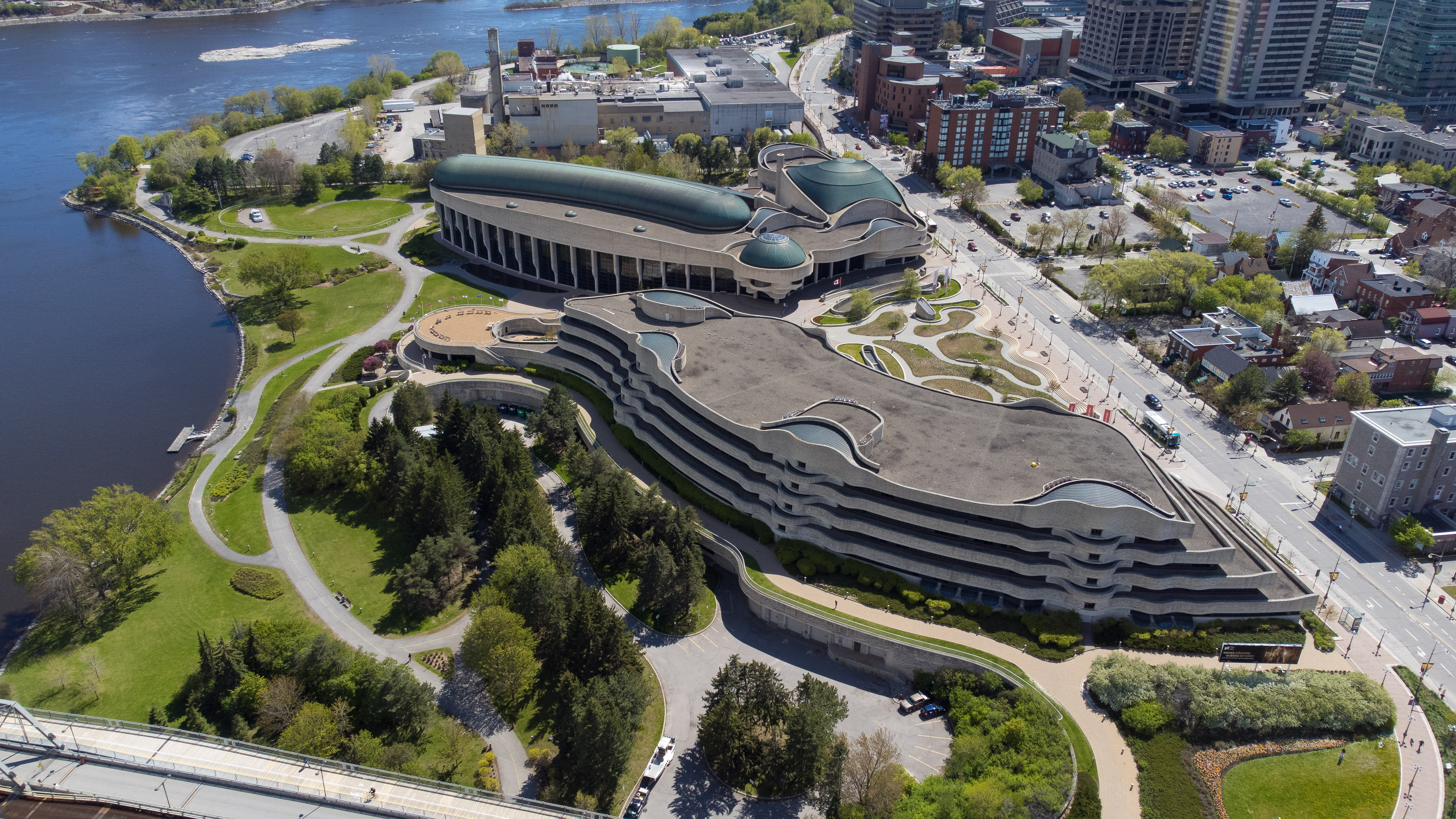
منظر جوي للموقع، مع جناح تنظيم المعارض في المقدمة والجناح الجنوبي في الخلفية.

يقع المتحف على مساحة 9.6 هكتار (24 أكر) من الأرض، كانت تُعرف سابقًا باسم بارك لورييه. موقع المتحف هو أول متحف وطني كندي يقع على جانب جاتينو من منطقة العاصمة الوطنية، وأول متحف يقع بجوار نهر أوتاوا.
يحد الموقع من نقطة الوصول الغربية جسر ألكسندرا ونهر أوتاوا من الشرق ومصنع لإنتاج الورق من الجنوب وشارع لوريير من الغرب. يمتد متوسط العقار 235 متر (771 قدم) من شارع لوريير إلى النهر. من شارع لوريير، ينحدر العقار نحو نهر أوتاوا بدرجة 5.5 في المائة؛ مع جزء من العقار الأقرب إلى شارع لوريير على ارتفاع 53.5 متر (176 قدم)، بينما تقع واجهة النهر على ارتفاع 41 متر (135 قدم). بسبب الارتفاع المنخفض للممتلكات، اقتصر بناء مبنى المتحف على جزء من الممتلكات أقرب إلى شارع لوريير.

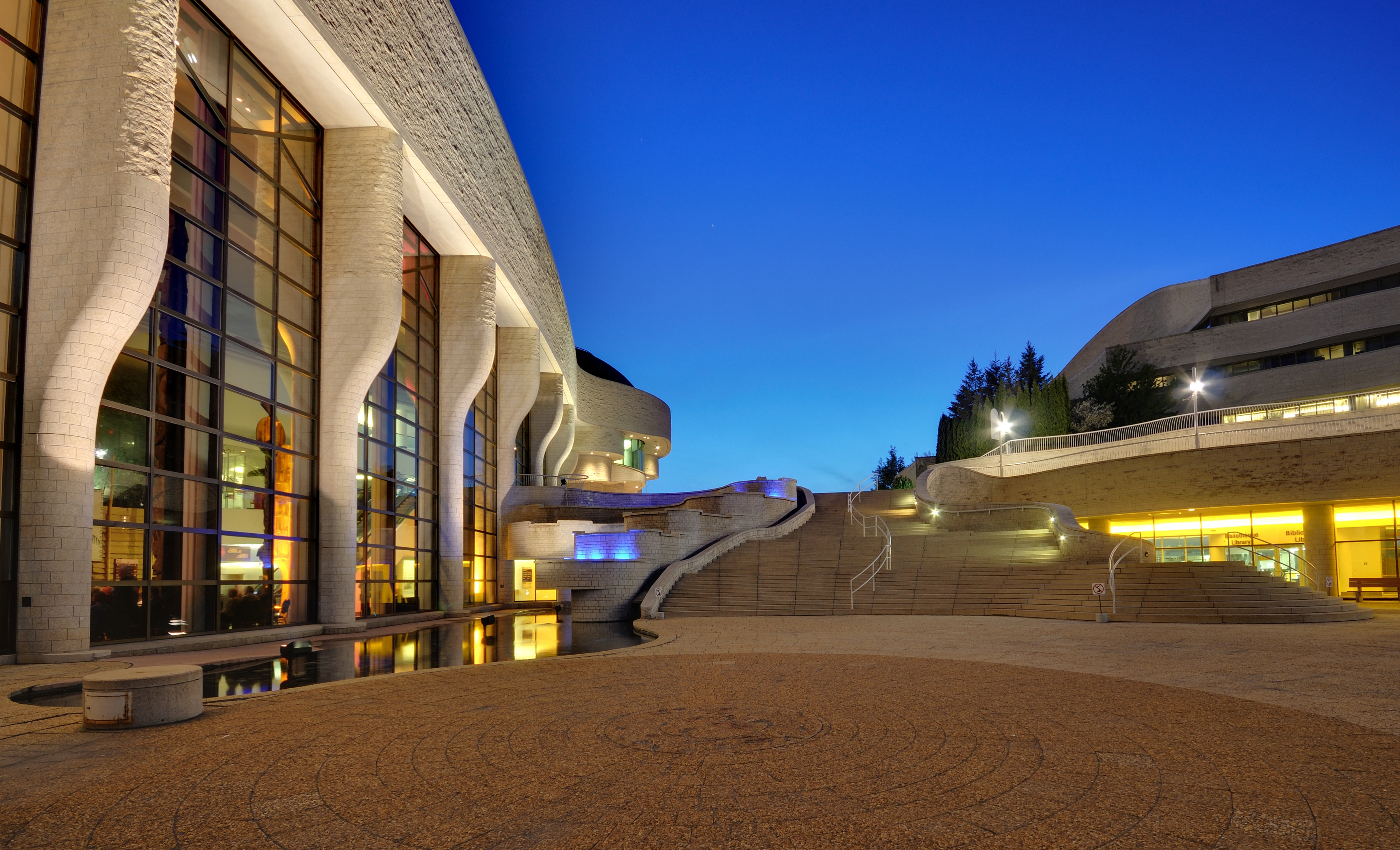
الساحة السفلية للمتحف. يؤدي الدرج الموجود في الخلفية إلى ساحة مدخل المتحف.

يتضمن الموقع مبنى متحف بجناحين. يلتف الجناحان حولهما ويتصلان بساحة مدخل نصف كروية كبيرة تحتوي على خدمات الطعام والصالة والمكتبة ومواقف السيارات تحت الأرض. تم تصميم الحدائق والمساحات المفتوحة بين الجناحين لتمثيل "السهول التي هاجرت عليها البشرية" على مدى آلاف السنين. ينزل درج كبير شرقي ساحة المدخل إلى الساحة السفلية للمتحف والحدائق المجاورة للحديقة الواقعة على ضفاف النهر.
يقع مسار المشاة وركوب الدراجات في الجزء المواجه للنهر من العقار، مع استمرار المسارات شمالًا إلى منتزه جاك كارتييه بارك، وهو منتزه محلي شمال العقار.

## عمارة المتحف
صمم المتحف المعماري دوغلاس كاردينال،وأصله يعود إلى السكان الأصليين لكندا، درس في جامعة كولومبيا البريطانية وجامعة تكساس في أوستن. مساحة المبنى75,000 متر مربع (810,000 قدم2) تشمل البنية التحتية للمبنى ما يقرب من 56,000 متر مربع (600,000 قدم2) من الخرسانة و 7300 طن من الفولاذ. سعى الكاردينال إلى إنشاء "أيقونة نحتية" للبلاد، بتشجيع من رئيس الوزراء آنذاك، بيير ترودو، لتطوير رمز "يكرس ثقافة الكنديين". نتيجة لذلك، كان المبنى هو أول مبنى في منطقة العاصمة الوطنية يتضمن التصاميم المعمارية للسكان الأصليين. تأثر تصميم الكاردينال للمبنى إلى حد كبير بفهمه لكيفية مساهمة الجغرافيا في تشكيل تاريخ كندا وثقافتها. 

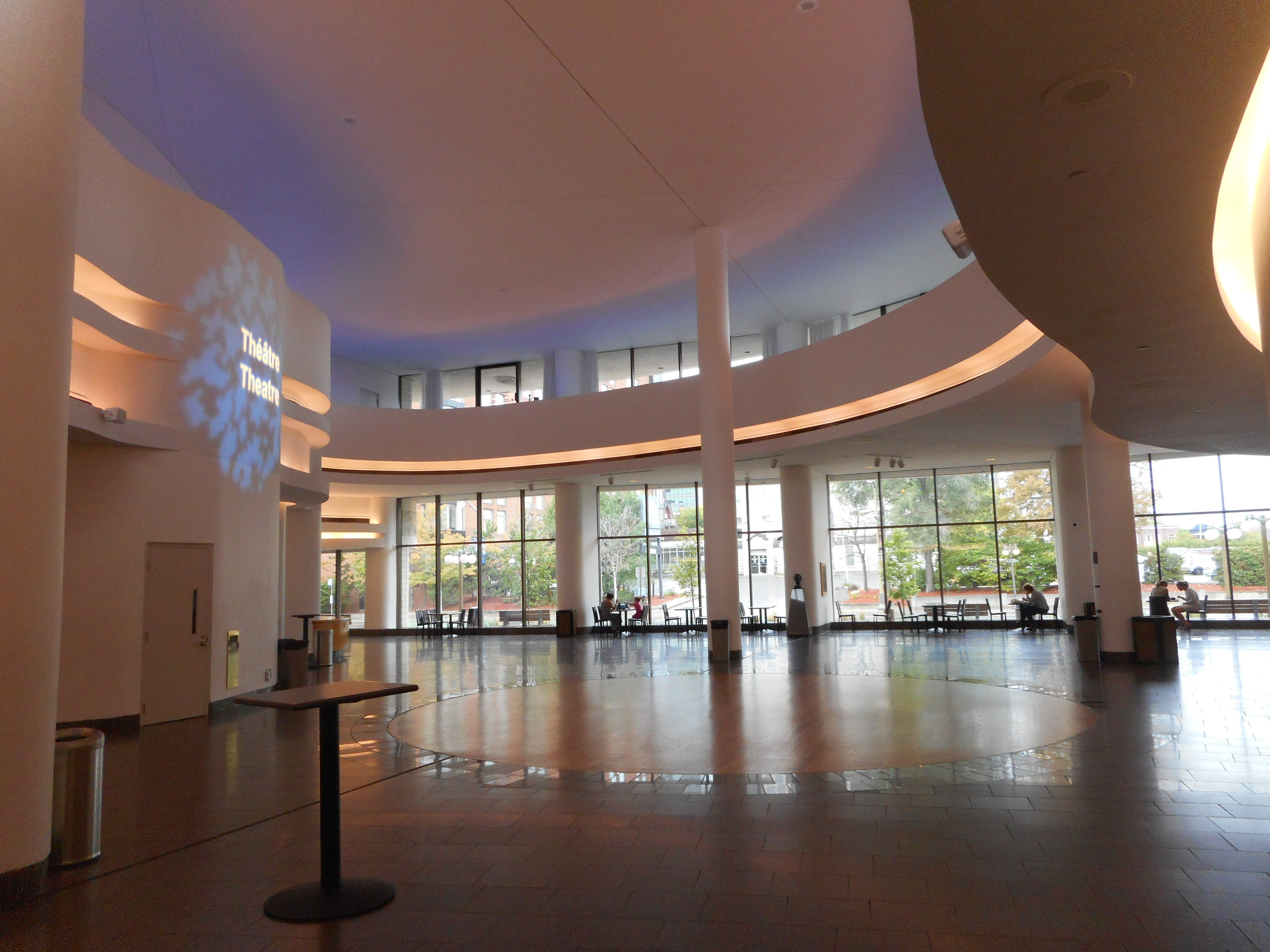
الردهة المجاورة لمسرح المتحف

تبلغ مساحة مبنى المتحف أكثر من 25,000 متر مربع (270,000 قدم2) من مساحة العرض، أكثر من أي متحف آخر في كندا. بالإضافة إلى مساحة العرض، يحتوي المبنى أيضًا على ثلاثة مطاعم ومتجر صغير ومسارح عرض حية، بما في ذلك مسرح يتسع لـ500 مقعد للعروض الحية.  يحتوي المبنى أيضًا على مسرح ثلاثي الأبعاد يتسع لـ 295 مقعدًا يستخدم جهاز عرض باركو الرقمي. قبل تركيب جهاز العرض باركو في عام 2016، استخدم المسرح ثلاثي الأبعاد جهاز عرض ايمكس وتم وصفه بأنه مسرح ايمكس.

## أهم العناصر المعمارية لمبنى المتحف من الخارج
يتكون مجمع المتحف من جناحين، جناح العامة والجناح التنظيمي، وهما محاطان بسلسلة من الساحات المتصلة ببعضها البعض بأدراج كبيرة. وترتبط الحدائق المتحف وساحاته بنهر أوتاوا وتجاور حديقة جاك كارتييه.

## المعارض
يستضيف المتحف العديد من المعارض الدائمة والمؤقتة حول الأنثروبولوجيا والإثنولوجيا والتاريخ. يتم عرض القطع الأثرية من مجموعة المتحف في هذه المعارض. بالإضافة إلى ذلك ، تقام المعارض المتنقلة أحيانًا في المتحف. أنشأ المتحف أيضًا العديد من المعارض عبر الإنترنت، مثل المتحف الافتراضي لفرنسا الجديدة.

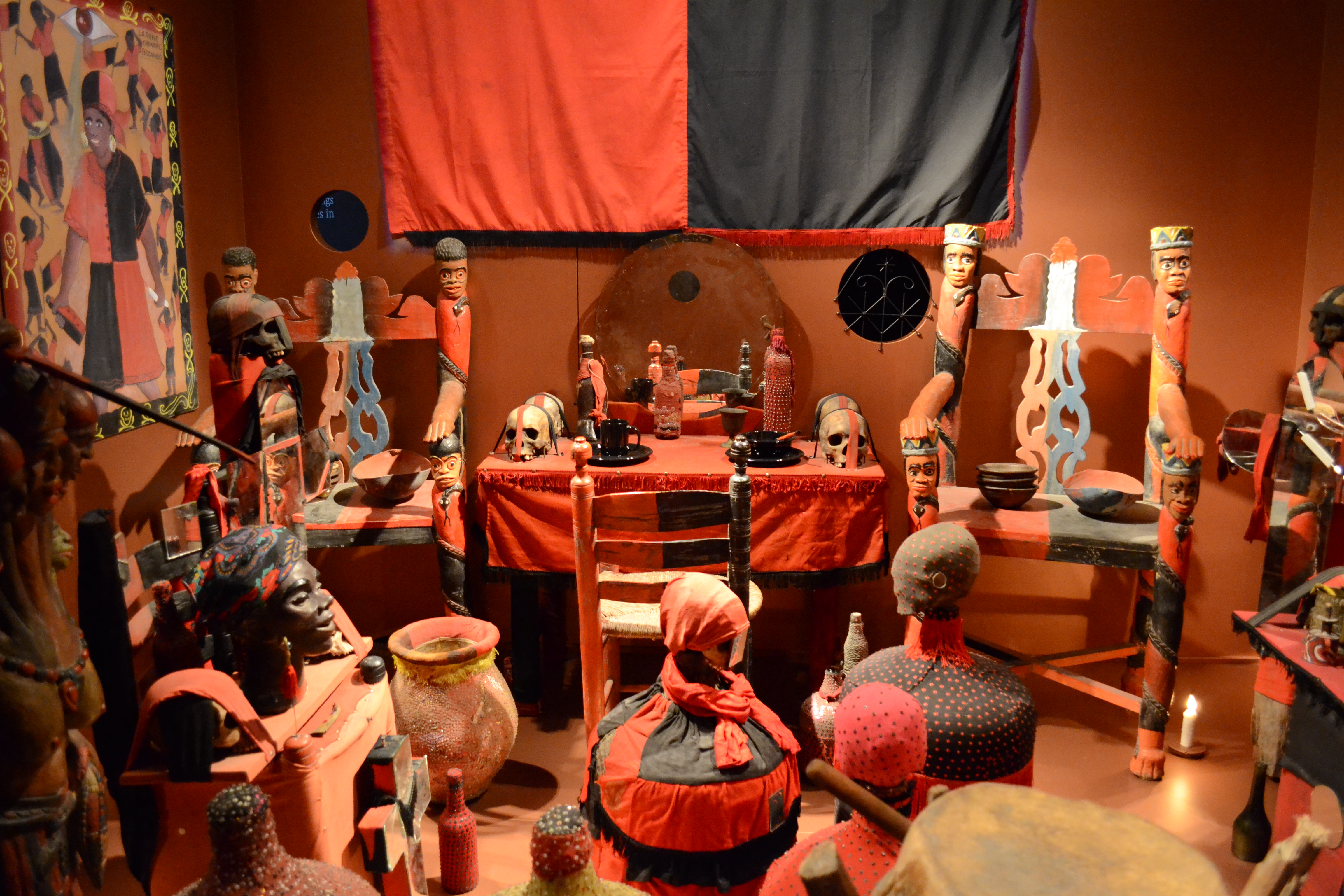
معرض مؤقت عن الهايتية فودو بالمتحف عام 2012

تشمل المعارض الدائمة قاعة الشعوب الأولى وقاعة التاريخ الكندي ومتحف الأطفال الكندي ومجموعة الطوابع الكندية ومعرضان عن الشعوب الأصلية في الساحل الشمالي الغربي للمحيط الهادئ في القاعة الكبرى بالمبنى. تقع قاعة الشعوب الأولى في الطابق الأول من المبنى، بينما تقع قاعة كندا في الطابق الثالث من المبنى. تقع قاعة الشعوب الأولى بجوار القاعة الكبرى، وتقع معارضها في الطابق الأرضي.

## قاعة الشعوب الأولى
قاعة الشعوب الأولى هو معرض افتتح في عام 2003، يستكشف شعوب كندا الأولى، والإنويت، والميتيس. يحتل المعرض 3,300 متر مربع (35,000 قدم2) من مساحة الطابق الأرضي من المبنى. تحتوي القاعة على أكثر من 2000 قطعة معروضة. تم تخصيص معظم مساحة العرض للمعارض المتغيرة، لمواكبة وجهات النظر المعاصرة حول الثقافات التقليدية والقضايا الحالية. ومع ذلك، فإن قاعة الشعوب الأولى لديها بعض المساحة المخصصة للمعارض طويلة الأجل. تستكشف هذه المعارض طويلة المدى الموضوعات الأقل عرضة للتغييرات في التفسيرات؛ مثل التاريخ القديم، ولغات السكان الأصليين، وتاريخ العلاقة بين الثقافات الأصلية والأوروبية. تم تنظيم المعرض في عدة أقسام، مثل "طرق المعرفة" و "الرابطة القديمة مع الأرض" و "وصول الغرباء".

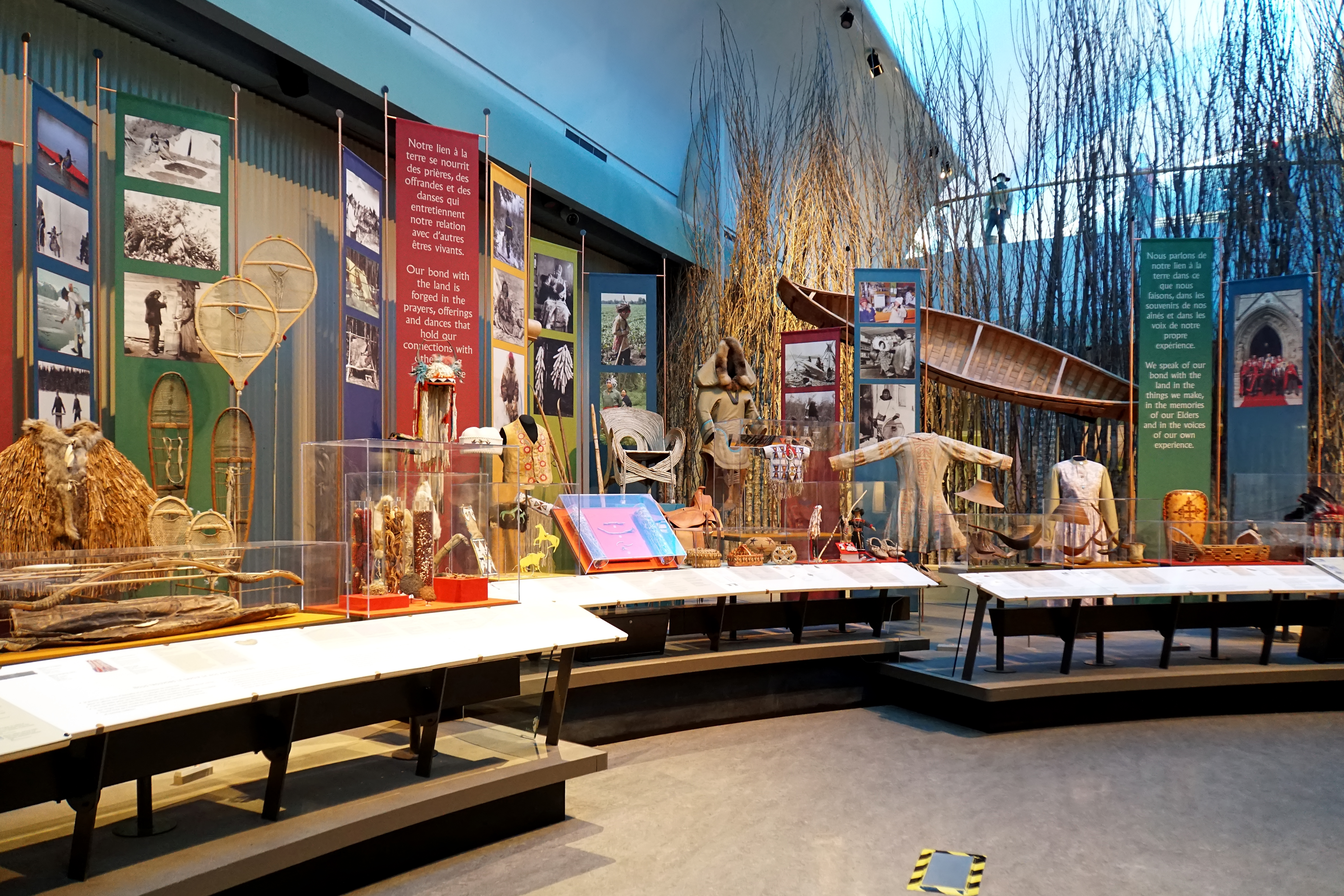
معروضات في قاعة الشعوب الأولى عام 2018

تم تصميم المعرض "لتفكيك وإلغاء" التواريخ التي يعرفها الزوار. صُممت المعارض لمعالجة قضايا تنميط هوية السكان الأصليين، والتنوع والتميز الثقافي بين الشعوب الأصلية. مع العديد من المعروضات التي تربط الهوية بمطالبات أراضي السكان الأصليين في كندا. بالإضافة إلى ذلك، تم تصميم المعارض لتصوير الشعوب الأصلية كشعوب حية في العالم الحديث. تم تصميم المعروضات الأثرية في قاعة الشعوب الأولى لتعزيز حقيقة أن السكان الأصليين في كندا احتلوا الأرض منذ زمن بعيد، وأن التاريخ الكندي له تاريخ طويل ومعقد قبل الاستعمار الأوروبي. بالإضافة إلى ذلك، تم تصميم العديد من هذه المعروضات الأثرية لمواجهة فكرة التفوق التكنولوجي الأوراسي في وقت أول اتصال مع الأمريكتين. يختتم المعرض بمعارض القضية المعاصرة، والتي تستكشف الصدامات الأخيرة بين السكان الأصليين وغير الأصليين في كندا حول الأراضي والموارد.
يتوافق النموذج التنظيمي المستخدم لتطوير المعرض مع الاقتراحات الواردة في توصيات عام 1992 من فرقة العمل الفيدرالية المعنية بالمتاحف والشعوب الأولى. تم تحديد محتوى ورسائل قاعة الشعوب الأولى بالتشاور مع مجتمعات السكان الأصليين في جميع أنحاء كندا. بناءً على توصية فرقة العمل لإقامة شراكات مع ممثلي الأمة الأولى الذين يتم عرض ثقافاتهم، تم تشكيل لجنة استشارية مكونة من 15 عضوًا من السكان الأصليين للمساعدة في تحديد الهيكل الموضوعي للمعرض ورسائله. ونتيجة لذلك، تتخذ المعارض في قاعة الشعوب الأولى منهجًا "متعدد البؤر"، حيث يمكن تمييز وجهات النظر المختلفة داخل المعرض؛ والمجالات التفسيرية مثل علم الآثار وعلم الأعراق البشرية والمعارف التقليدية للشعوب الأصلية متجاورة، ومتعارضة مع بعضها البعض في بعض الحالات.

## قاعة التاريخ الكندي

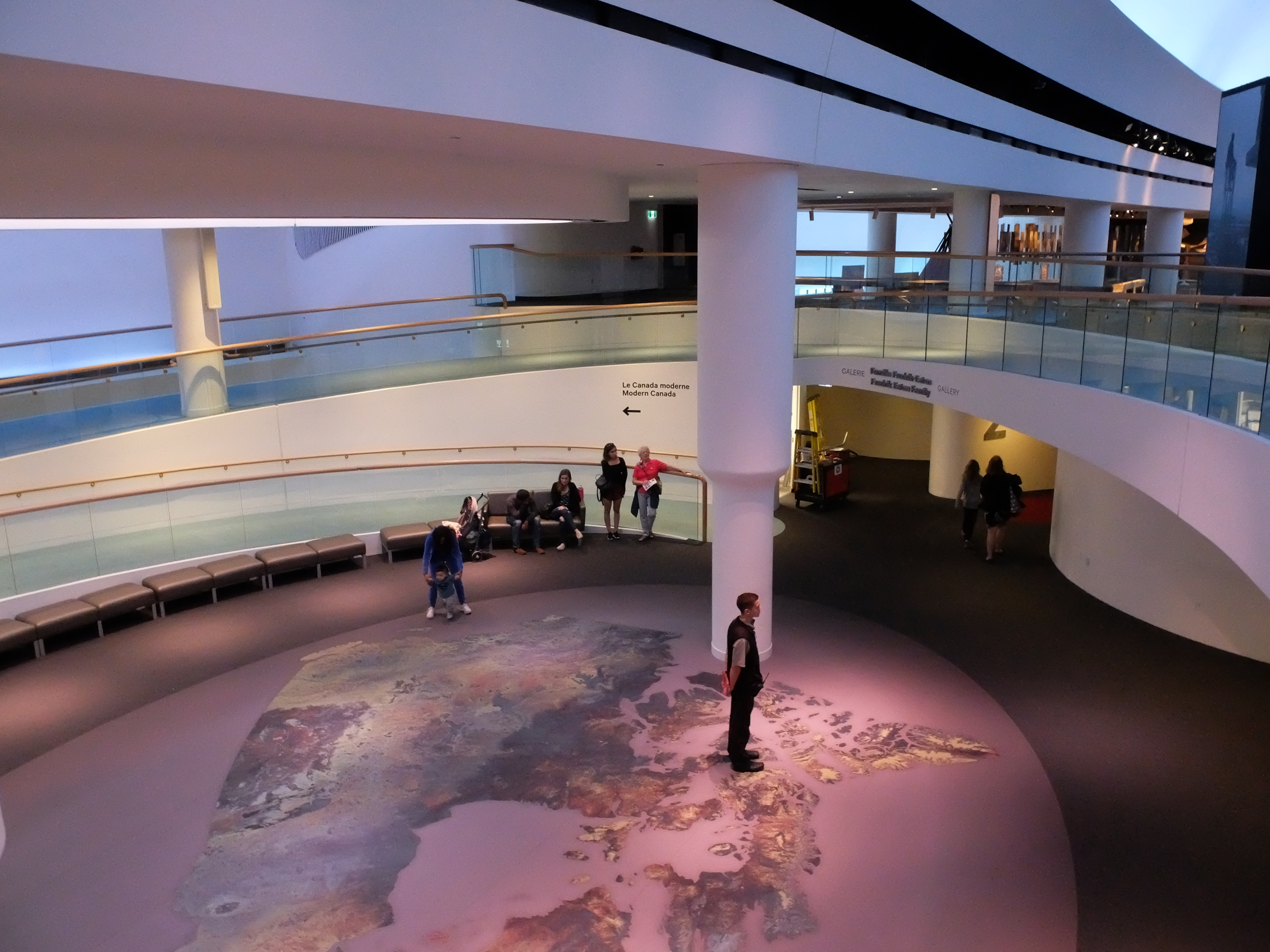
محور المدخل لقاعة التاريخ الكندية مع خريطة كبيرة لكندا تزين منطقتها المركزية

قاعة التاريخ الكندي هي معرض يستكشف التاريخ الكندي. تبلغ مساحة قاعة التاريخ الكندية حوالي 4,690 متر مربع (50,500 قدم2)، ويتضمن أكثر من 14 جهاز عرض و 58 شاشة مستخدمة في المعرض.  يشتمل المعرض على ثلاث صالات عرض وممر طويل منحني يستخدم كمدخل إلى صالات العرض الثلاثة. تم تزيين ممر المدخل بـ 101 صورة ظلية من الرموز والأنشطة الثقافية الكندية، فضلاً عن المعالم الوطنية. تتمركز معارض قاعة التاريخ الكندي حول المحور الذي صممه دوغلاس كاردينال ليشابه شلالات شوديير. يتميز المحور بمساحة كبيرة 15.5 by 9.5 متر (51 قدم × 31 قدم) صورة كندا على الأرض. تتكون صورة كندا من 121 صورة التقطتها أقمار صناعية وكالة الفضاء الكندية، تم تجميعها معًا لتشكيل صورة واحدة.
يلخص المعرض أكثر من 15000 عام من التاريخ وينقسم إلى ثلاث صالات عرض تتمحور حول العصر، كندا المبكرة: من الأزمنة الأولى إلى 1763 ، كندا المستعمرة: 1763 إلى 1914، وكندا الحديثة: 1914 حتى يومنا هذا.  يقع أول معرضين في نفس الطابق، بينما يحتل الرواق الثالث الميزانين فوق الصالتين. تم تصميم صالات العرض لعرض الأحداث و "نقاط التحول" في كل عصر من خلال عروض الوسائط المتعددة والتحف المعروضة. يتم تنظيم كل معرض في ستة "مقتطفات صغيرة" منفصلة من حيث الموضوع، ولكنها مترابطة مع بعضها البعض. يتم تنظيم المقالات القصيرة بشكل أساسي مؤقتًا، على الرغم من أن بعضها يركز بشكل خاص على جانب معين من التاريخ الكندي. يتخذ المعرض نهجًا تعليميًا إلى حد كبير مع موضوعه ويركز بشكل خاص على التاريخ السياسي والاقتصادي للبلد، فضلاً عن تجربة الشعوب الأصلية. وفقًا لرئيس فريق المعرض، ديفيد موريسون، فإن الشعوب الأصلية وعلاقتها بالوافدين الجدد ستكون بمثابة موضوع شامل مهم لقاعة التاريخ الكندية.

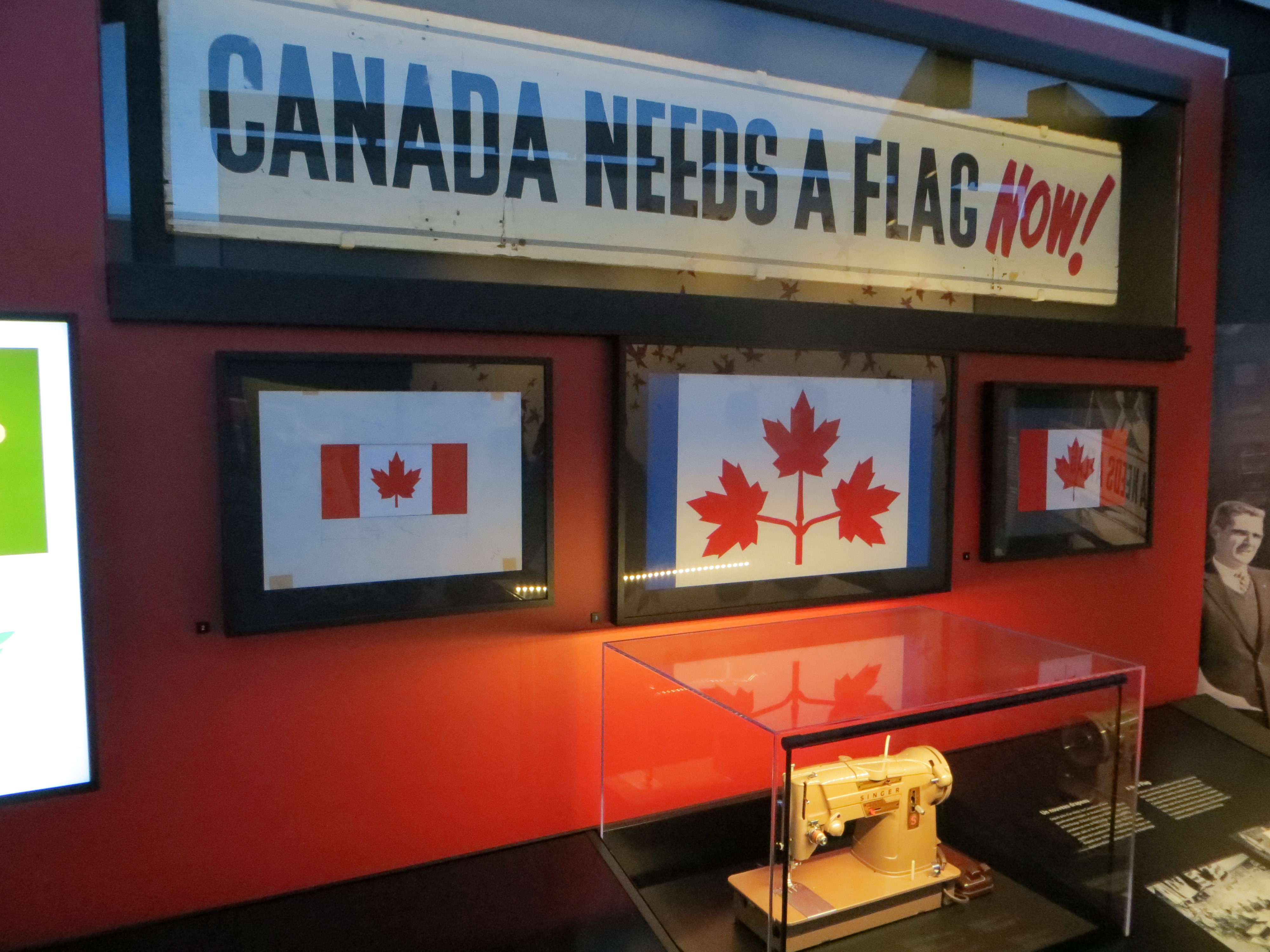
معرض حول الجدل حول العلم الكندي العظيم في قاعة التاريخ الكندي ، مع ماكينة الخياطة جوان أومالي التي استخدمت لخياطة أول علم مابل ليف معروض.

يقدم استكشاف كندا المبكرة ملخصًا لتاريخ السكان الأصليين قبل وصول الأوروبيين وكذلك المستعمرات الكندية المبكرة مثل فرنسا الجديدة. يتضمن المعرض القطع الأثرية للسكان الأصليين، وسرد قصص تفاعلات السكان الأصليين بين المستكشفين الإسكندنافيين والإنجليز والفرنسيين، وحسابات مفصلة عن تجارة الفراء في أمريكا الشمالية، وانتشار الأمراض بين السكان الأصليين، وحروب القندس. تستكشف كندا المستعمرة كندا تحت الحكم البريطاني منذ غزو فرنسا الجديدة، وكذلك كندا ما بعد الكونفدرالية حتى عام 1914. تستكشف كندا الحديثة تاريخ كندا الحديث، حتى وصول اللاجئين السوريين في العقد الأول من القرن الحادي والعشرين.  يقدم المعرضان الأخيران تاريخًا مفصلاً عن حرب السنوات السبع ، والمعاهدات الموقعة بين مجموعات السكان الأصليين المختلفة والتاج، والدفع نحو حكومة مسؤولة، والاتحاد الكندي، والحروب العالمية، ونظام المدارس السكنية الهندية الكندية، وقومية كيبيك، والتعددية الثقافية في كندا.

## الانتماءات
ينتمي المتحف لكل من: جمعية المتاحف الكندية، شبكة المعلومات التراثية الكندية، ومتحف كندا الافتراضي.

## وصلات خارجية
- شعار المتحف الكندي للحضارة
- الموقع الرسمي
- كتابة على حجر: جولة معمارية في المتحف الكندي للحضارة

- تمثل المستويات الناتئة من الجناح التنظيمي حجر الأساس للدرع الكندي
- يتضمن جناح العامة صالات عرض المتحف وأماكن عامة أخرى، استخدمت الواجهات الزجاجية لتذكر الزوار بذوبان الأنهار الجليدية
- مدخل جناح العامة، مذكّراً بوجه بشري، مع مدخل الساحة الممتدة على طول شارع لوريير
- الأدراج الكبرى التي تربط بين الجناحين، والتي تقود إلى الساحة السفلى والمنتزة القائم على طول نهر أوتاوا
- صورة المجمع كاملاً من نهر كندا